# Kees van Ierssel
Cornelius Claudius Henricus van Ierssel, noto come Kees van Ierssel (Breda, 6 dicembre 1945), è un ex calciatore olandese, di ruolo difensore.
Ha fatto parte della nazionale olandese che ha partecipato al mondiale del 1974.

## Carriera

### Club
Gioca quasi tutta la carriera, 10 anni, nel Twente.

### Nazionale
Disputa la prima partita delle 6 in Nazionale il 10 ottobre 1973, e l'ultima il 9 ottobre 1974. Viene convocato per il Mondiale del 1974.